# Easy Lover (Miley Cyrus)
Easy Lover è un singolo della cantautrice statunitense Miley Cyrus, pubblicato il 4 luglio 2025 come secondo estratto dal nono album in studio Something Beautiful.

## Video musicale
Il video musicale, diretto dalla stessa Cyrus, Jacob Bixenman e Brendan Walter, è stato reso disponibile il 30 maggio 2025, in concomitanza con l'uscita dell'album Something Beautiful insieme ai visual di tutte le altre tracce dell'album.

## Tracce
Testi e musiche di Miley Cyrus, Michael Pollack, Ryan Tedder e Omer Fedi.
1. Easy Lover – 3:06